# Sybra biflavoguttata
Sybra biflavoguttata är en skalbaggsart som beskrevs av Stefan von Breuning 1953. Sybra biflavoguttata ingår i släktet Sybra och familjen långhorningar. Inga underarter finns listade i Catalogue of Life.